# Бес Пор No (фільм)
Бес Пор No (рос. Бес Пор No) — російсько-український фільм, знятий в Україні російськими кінорежисерома Олександром Шапіро та Станіславом Довжиком.

## Сюжет
Про старшокласника, який знімає на мобільний телефон еротичні сцени. Це заняття перетворюється у бізнес. Батько героя — міліціонер і не підозрює про те, що в сусідній кімнаті син займається злочинними діями. Врешті-решт син убиває батька й закінчує життя самогубством.

## Актори
- Антон Комяхов — син
- Олексій Горбунов — батько, міліціонер
- Ольга Сумська — мачуха
- Мирослав Кувалдін